# Urbise
Urbise là một xã trong tỉnh Loire miền trung nước Pháp.